# Korpkondor
Korpkondor, tidigare korpgam eller askråka, (Coragyps atratus) är en art i familjen kondorer.

## Utseende och levnadssätt
Korpkondoren är svart men saknar fjädrar på huvudet. Den är cirka 60 centimeter lång. Hanar och honor är lika. Arten är dagaktiv och söker efter föda med hjälp av synen, vanligen i öppna landskap. Födan består huvudsakligen av as även om den ibland jagar levande byten. Till skillnad från kalkonkondoren har den inte ett lika välutvecklat luktsinne och man har observerat att den utnyttjar kalkonkondorer för att hitta föda. Den häckar i skog eller på tak, i ruiner och liknande.

## Utbredning och systematik
Korpkondoren förekommer i hela Sydamerika utom längst i söder, hela Centralamerika och södra Nordamerika. Den är den enda nu levande arten i släktet Coragyps och delas in i tre underarter med följande utbredning:
- Coragyps atratus atratus – sydligaste USA och norra Mexiko
- Coragyps atratus brasiliensis – Centralamerika söderut till norra och östra Sydamerika
- Coragyps atratus foetens – västra Sydamerika

Andra behandlar korpgamen som monotypisk, det vill säga att den inte har några underarter.

## Status och hot
Arten har ett stort utbredningsområde och en stor population, och tros öka i antal. Utifrån dessa kriterier kategoriserar IUCN arten som livskraftig (LC).